# 沙梦弼
沙梦弼（1903年—1972年11月22日），字德月，经名优素福，男，回族，直隶（今河北）大名人，中国伊斯兰教阿訇，曾任中国伊斯兰教协会副会长，第三届全国人大代表。

## 生平
生于阿訇世家。父亲和祖父均是有造就的阿訇。1915年到1916年在大名县南关小学读书。之后在长辈身边学习经文。1930年4月在北京牛街清真寺完成学业，开始在山东鄄城、临清黑家庄、濮阳城里、临清城西殷家庄、河北邱县陈村、大名南关等清真寺内任教长。
1937年在邱县陈村当阿訇。动员回族青年参加八路军，并参加中共领导的“回民抗日救国会”，担任宣传股股长。1943年在山东莘县张鲁集清真寺当阿訇，参加并领导了“回民抗日建国会”任主任。
中华人民共和国成立后，1952年河北省民委把他从威县调到保定市卫街清真寺当阿訇，当选保定区、市两级人民代表，又当选河北省人民代表。1952年9月参加少数民族赴京国庆观礼代表团。1953年参加中国伊斯兰教协会成立大会，并当选伊协委员。1953年10月参加了由贺龙为团长的中国人民赴朝慰问团，1954年在《河北文艺》杂志第二期上发表了快板长篇叙事诗诗《情不自禁地歌唱—赴朝慰问记》。1954年被国家民委调往广州市“怀圣清真寺”（也叫“光塔寺”）任教长。1955年6月参加由郭沫若为团长的出席芬兰赫尔辛基世界和平大会中国代表团，回到北京后1955年7月又参加了由达浦生阿訇为团长的新中国第一个穆斯林朝觐团。朝觐完毕后，1955年8月朝觐团访问了埃及、叙利亚、印度、巴基斯坦等国。1956年当选中国人民对外文化协会理事，1957年当选中国人民保卫世界和平委员会广州市分会副会长，1957年11月当选广州市伊斯兰教协会主任。1961年又第二次出国朝觐。1962年3月19日调北京任中国伊斯兰教经学院副院长。1963年11月当选中国伊斯兰教协会副主任。1964年第三次出国朝觐并任副团长。1964年11月当选第三届全国人民代表大会代表。1964年当选中国阿富汗友好协会副会长。
文革中，国务院宗教事务局军管小组内查外调，给出结论：“此人历史清楚，无问题，给予恢复职务。”1970年和丹彤以中国伊斯兰教协会负责人名义陪同周恩来总理接待了巴基斯坦总统叶海亚·汗。
1972年11月26日，国务院、全国人大常委会、中共中央统战部、中国伊协为其举行了追悼会，丹彤致悼词，对他的一生作了很高的评价。遗体安葬在北京西郊回民公墓。